# Raging Grace
Raging Grace ist ein Horrorthriller von Paris Zarcilla, der im März 2023 beim South by Southwest Film Festival seine Premiere feierte und Ende Dezember 2023 in die Kinos im Vereinigten Königreich kam.

## Handlung
Joy ist von den Philippinen ohne Papiere nach England gekommen. Um ihren Lebensunterhalt zu verdienen und ein überteuertes Visum zu bezahlen, das ihr erlaubt, in England zu bleiben, putzt sie in den Häusern der vornehmen Gesellschaft Londons. So wechselt Joy von einem Job zum nächsten. Dann bekommt sie von Katherine einen Job als Hauswirtschafterin und Pflegekraft für ihren Onkel, der im Sterben liegt. Da die Arbeit bei dem wohlhabenden Mr. Garrett gut bezahlt wird und sie nun ein Dach über dem Kopf haben, kann sie sich und ihrer Tochter Grace ein besseres Leben ermöglichen. 
Schnell merken Joy und Grace jedoch, dass nicht alles so ist, wie es scheint. Joy, die gelernte Krankenschwester ist, muss feststellen, dass Mr. Garrett falsch behandelt wird und beschließt zu helfen. Sie weckt den alten Mann aus dem Koma auf und leitet die Medikamente, die seine Heilung behindert und seinen komatösen Zustand hervorgerufen haben, aus seinem Körper. Sie findet auch heraus, dass sie nicht die erste philippinische Hausangestellte der Garretts ist.

## Produktion

### Regie und Drehbuch
Regie führte Paris Zarcilla, der auch das Drehbuch schrieb. Der Kurzfilm Pommel des britisch-philippinischen Film- und Fernsehregisseurs, mit Micheal und William Tang und Orion Lee in den Hauptrollen, wurde weltweit bei Filmfestivals gezeigt. Raging Grace ist sein Debüt bei einem Spielfilm. Der Film verwendet Kapitelüberschriften mit Zitaten des Romanautors und Kolonialapologeten Rudyard Kipling, was unterstreicht, dass Joy und Grace nur die jüngsten Opfer des langen British Empires sind.

### Besetzung und Filmmusik

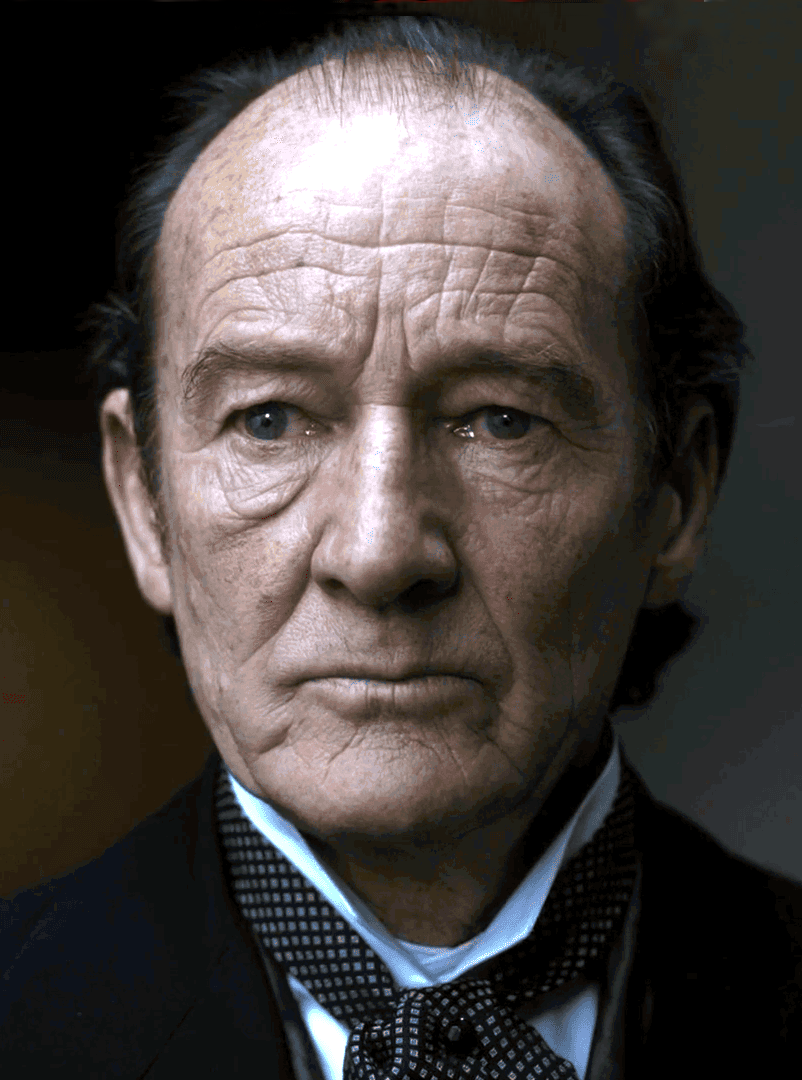
David Hayman spielt Mr. Garrett für den Joy arbeitet

Die 1987 in Parañaque City geborene Max Eigenmann, eigentlich Maxine Eve Pimentel Eigenmann, spielt Joy. Sie wurde vor allem durch die Nebenrolle von Menchi in dem Filmdrama Romeo at Juliet von Adolfo Alix Jr. bekannt. David Hayman ist in der Rolle von Mr. Garrett zu sehen für den Joy arbeitet. Der Schotte steht bereits seit den 1960er Jahren vor der Kamera und war in größeren Rollen in Filmen wie Sid und Nancy, Der Junge im gestreiften Pyjama und Macbeth zu sehen. Nachwuchsdarstellerin Jaeden Paige Boadilla spielt Joys Tochter Grace. Es handelt sich um ihre erste Filmrolle. Die britische Film- und Theaterschauspielerin Leanne Best, die für ihre Rollen in verschiedenen Fernsehserie wie Ripper Street, Home Fires und Carnival Row bekannt ist, spielt Mr. Garretts Nichte Katherine. In weiteren Rollen sind der Kinderdarsteller Caleb Johnston-Miller als Orlando und Oliver Wellington als Gary zu sehen.
Die Filmmusik komponierte Jon Clarke. Das Soundtrack-Album mit insgesamt 24 Musikstücken wurden Anfang Dezember 2023 von Siren Publishing als Download veröffentlicht.

### Veröffentlichung
Im September 2021 sicherte sich der US-amerikanische Video-on-Demand-Anbieter Shudder die Rechte am Film. Die weltweiten Vertriebsrechte liegen bei Blue Finch. Der Film feierte am 12. März 2023 beim South by Southwest Film Festival seine Premiere. Im Mai 2023 wurde er beim Los Angeles Asian Pacific Film Festival gezeigt und im Juni 2023 beim Sydney Film Festival. Im Juli 2023 wurde er beim Neuchâtel International Fantastic Film Festival vorgestellt. Ende Juli, Anfang August 2023 wurde er beim Fantasia International Film Festival vorgestellt und hiernach beim Edinburgh International Film Festival und beim FrightFest in London. Im Oktober 2023 wurde er beim Busan International Film Festival, beim Sitges Film Festival und beim Chicago International Film Festival gezeigt. Am 1. Dezember 2023 kam der Film in ausgewählte US-Kinos. Am 8. Dezember 2023 sollte Raging Grace als Video-on-Demand veröffentlicht werden. Ende Dezember 2023 war der Kinostart im Vereinigten Königreich.

## Rezeption

### Kritiken
Bei Rotten Tomatoes sind 95 Prozent der aufgeführten Kritiken positiv.
Jordan Mintzer schreibt in seiner Kritik in The Hollywood Reporter, ein kraftvoller sozialer Kommentar ziehe sich durch den Horrorfilm, auch wenn Raging Grace die Tropen dieses Genres nicht wirklich bediene und auch nicht angsteinflößend/furchteinflößend sei. Der Film sei eher eine augenzwinkernde, düstere Satire als ein ausgewachsener Thriller, so Mintzer weiter. Raging Grace schaffe es nicht ganz, diese Gesellschaftskritik in seine klobigeren Genre-Insignien einzubinden, die im dritten Akt fast Hammer-Niveau von Kitsch erreichen. Dies sei jedoch auch anderen Horrorfilmen der letzten Jahre mit ähnlichem Aufbau, wie beispielsweise Lorcan Finnegans Nocebo, nicht gelungen. Jedoch sei die Botschaft, die der Film vermittelt, zwar einfach, aber effektiv/deutlich: „In einer Welt, in der Einwanderer auf Geheiß einer privilegierten herrschenden Klasse schuften, bis zu dem Punkt, an dem sie manchmal mehr zwangsverpflichtete Diener als freie Individuen sind, überwiegen die Schrecken des Alltags bei weitem alles, was ein Film erfinden könnte.“

### Auszeichnungen
British Independent Film Awards 2023
- Nominierung als Breakout Producer (Chi Thai)
- Nominierung für den „Raindance Maverick Award“ (Paris Zarcilla & Chi Thai)

London Critics’ Circle Film Awards 2024
- Nominierung als Beste britische Nachwuchsdarstellerin (Jaeden Boadilla)[22]

Los Angeles Asian Pacific Film Festival 2023
- Special Jury Recognition for Performance (Max Eigenmann)[23]

Neuchâtel International Fantastic Film Festival  2023
- Nominierung im Internationalen Wettbewerb
- Auszeichnung mit dem Internationalen Kritikerpreis
- Auszeichnung mit dem Prix de la Jeunesse im internationalen Wettbewerb
- Auszeichnung mit dem Prix RTS du public im internationalen Wettbewerb[13][24]

South by Southwest Film Festival 2023
- Auszeichnung im Narrative Feature Competition
- Auszeichnung mit dem Thunderbird Rising Award (Paris Zarcilla)[25]